# 上海巴士电车
上海巴士电车有限公司曾是一家上海公交公司，成立于2002年7月24日。公司原由一电、二电和三电组成。后三电并入巴士新新。
上海电车公司的历史最初可以追溯到1928年成立的英商电车公司。1949年后该电车公司成立上海公共交通第一、第二和第三电车公司。
1990年一电公司开通中国大陸第一条隧道无轨电车线路，上海延安东路隧道第3条公交线路：隧道五线。1996年2月，隧道五线电车停驶。1996年上海公交大改革。一电、二电和三电成为巴士公司的子公司。
2015年6月10日，巴士电车与巴士一汽合并并成立上海巴士第一公共交通有限公司。